# Frank Pantridge
James Francis "Frank" Pantridge, CBE, MC, OStJ, MD, (Hillsborough, Irlanda do Norte, 3 de outubro de 1916 – 26 de dezembro de 2004) foi um médico cardiologista norte-irlandês, inventor do desfibrilador, que transformou a medicina de urgência e os serviços paramédicos.

## Formação
Frequentou a Friends' School, Lisburn e graduou-se em medicina em 1939 na Queen's University de Belfast.

## Serviço militar
Durante a Segunda Guerra Mundial serviu no Exército Britânico. Foi comissionado no Corpo Médico do Exército Real como tenente em 12 de abril de 1940. Recebeu o service number 128673. Recebeu a Cruz Militar durante a Batalha de Singapura, tornando-se prisioneiro de guerra. Serviu durante grande parte de seu cativeiro como trabalhador escravo na Ferrovia da Birmânia. Quando foi libertado no final da guerra, Pantridge estava emaciado e contraíra beribéri; sofreu de problemas de saúde relacionados à doença pelo resto da vida.

## Carreira médica
Após a libertação trabalhou como lecturer no departamento de patologia da Queen's University e, em seguida, ganhou uma bolsa de estudos para a Universidade de Michigan, onde estudou com o Dr. F.N. Wilson, cardiologista e autoridade em eletrocardiografia.
Retornou à Irlanda do Norte em 1950 e foi nomeado consultor cardíaco no Royal Victoria Hospital, Belfast, e professor da Queen's University, onde permaneceu até sua aposentadoria em 1982. Lá, estabeleceu uma unidade especializada em cardiologia cujo trabalho se tornou mundialmente conhecido.
Em 1957 Pantridge e seu colega, Dr. John Geddes, introduziram o moderno sistema de reanimação cardiorrespiratória para o tratamento da parada cardíaca. Um estudo mais aprofundado levou Frank Pantridge à conclusão de que muitas mortes resultaram de fibrilação ventricular, que precisava ser tratada antes que o paciente fosse internado no hospital. Isso levou à introdução da unidade móvel de atendimento coronariano, uma ambulância com equipamentos e funcionários especializados para prestar atendimento pré-hospitalar.
Para ampliar a utilidade do tratamento precoce, Pantridge desenvolveu o desfibrilador portátil e, em 1965, instalou sua primeira versão em uma ambulância de Belfast. O equipamento pesava 70 kg e operava com baterias de carro, mas em 1968 ele havia projetado um instrumento com apenas 3 kg, incorporando um capacitor em miniatura fabricado pela NASA.
Seu trabalho foi apoiado por investigações clínicas e estudos epidemiológicos em artigos científicos, incluindo um influente artigo de 1967 no The Lancet. Com esses desenvolvimentos, o sistema de tratamento de Belfast, conhecido como "Plano Pantridge", foi adotado em todo o mundo pelos serviços médicos de emergência. O desfibrilador portátil tornou-se reconhecido como uma ferramenta fundamental nos primeiros socorros, e o refinamento de Pantridge do desfibrilador automático externo permitiu que ele fosse usado com segurança por pessoas com pouca prática.
Embora ele fosse conhecido mundialmente como o "Pai da Medicina de Emergência", Frank Pantridge foi pouco aclamado em seu próprio país, e ficou triste porque demorou até 1990 para que todas as ambulâncias da linha de frente no Reino Unido fossem equipadas com desfibriladores.